# Демидово (Великоустюгский район)
Демидово — деревня в Великоустюгском районе Вологодской области.
Входит в состав Парфёновского сельского поселения, с точки зрения административно-территориального деления — в Парфёновский сельсовет.
Расстояние по автодороге до районного центра Великого Устюга — 30,5 км, до центра муниципального образования Карасово — 19 км. Ближайшие населённые пункты — Горяево, Кузьминское, Шастово.
По переписи 2002 года население — 5 человек.